# 考伊当

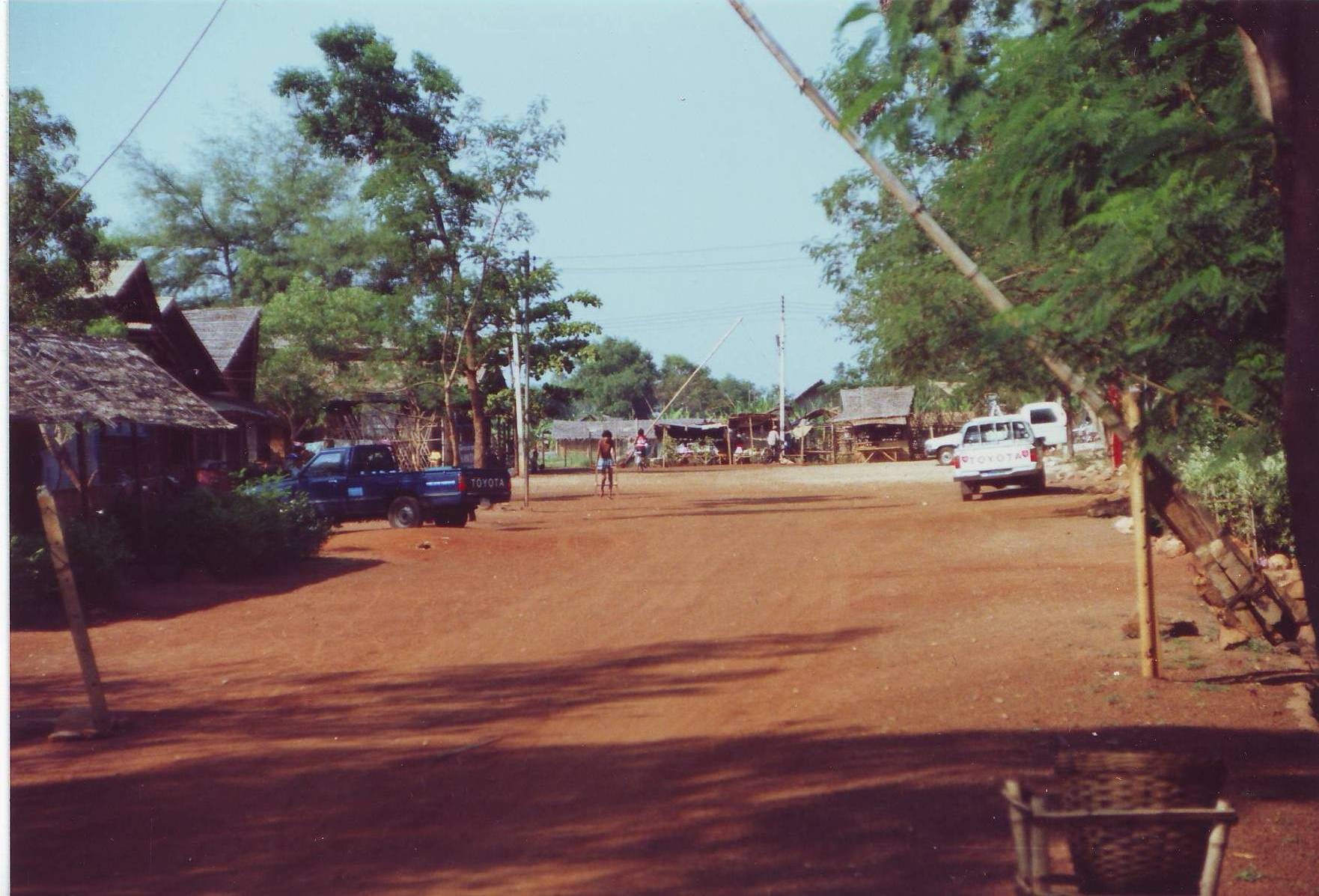

考伊当难民营（Khao-I-Dang）是位于泰国巴真府（现称沙缴）亚兰以北20公里处的柬埔寨难民营，建于1979年底，由联合国难民署和泰国内务部联合管理，是泰柬边境上存在时间最长的难民营。

## 营地结构
1979年11月21日，红色高棉倒台之后，泰国东部距柬埔寨仅几英里的树木稀少的平原上建起了一大片由竹子和茅草搭成的房子。在沙缴的紧急难民营建立之后，泰国内务部授权联合国难民署马克·马洛赫·布朗（Mark Malloch Brown）在考伊当山脚下修建第二个难民营。
考伊当营地按每1万到1.2万人分成了若干区域。每个区都设有专门的居住区以及提供营养补给等基础服务的区域。

## 营地居民
考伊当许多难民都受过良好教育，有管理、医疗、教育或专业技术方面的工作经验，这弥补了语言方面的障碍，使难民们从一开始就能投入到营地的各项工作中。
许多柬埔寨人都能回忆起住在考伊当的日子，其中包括电影《杀戮之地》主演吴汉医生（Dr Haing S. Ngor），1979年他曾在这里的有400个床位的红十字国际委员会医院工作过。影片的最后一幕就是1983年在考伊当营地吴汉医生曾工作过的外科病房里拍摄的。

## 营地服务
提供足够的食物和水是后勤工作面临的最大难题。每天要从1-2个小时车程之外的供水点用卡车向这里送水（营地中每人每天需要10-15升水，每位住院病人每天需要50-60升水）。
营地中的教育和医疗服务是由泰国和国际救援组织来提供的。考伊当营地很快就成为泰柬边境上服务最完备的营地；事实上，它可能也是世界上服务最全备的难民营。到1980年初，共有37个志愿机构在营地中开展工作。营地中的医疗服务主要由红十字国际委员会、无国界医生组织、泰国红十字会、国际关怀协会、爱尔兰康塞尔救济会、天主教救济服务组织、国际救济委员会、美国难民委员会、基督教宣道会、乐施会、国际助残组织、马蒂沙国际组织和青年使命团来提供。

## 营地医院
红十字国际委员会第一个治疗重伤患者的边境外科医院就选择设在考伊当，最初患者以战伤者为主，但后来就诊病人中出现大量的地雷受害者。
红十字国际委员会医院于1979年11月27日开始治疗病人并且在最初的54天就开展了521台外科手术，其中有162台战伤外科手术（包括22台截肢手术）。总的来说，80%的手术属于创伤方面的紧急手术，其余是为缓解剧痛或大出血而实施的手术。在头两个月中，平均每天都要做9.5台手术，最多的时候要做16台手术。

## 营地的关闭
随着考伊当营地居民陆续到其他国家定居，营地规模逐步缩小。1993年3月3日在联合国柬埔寨临时权力机构行动期间，营地正式关闭，营地中剩下的人被转移到第二难民营（Site Two Refugee Camp）等待返回柬埔寨。在闭营仪式上，联合国特使塞尔吉奥·维埃拉·德梅洛（Sérgio Vieira de Mello）称考伊当营地是柬埔寨人大规模出逃和国际人道应对活动 “强有力的悲剧性标志”。